# Zofia Lassota
Zofia Maria Lassota (ur. 15 maja 1923 w Lublinie, zm. 22 sierpnia 1997 w Warszawie) – polska biochemik, znawca zagadnień gruźlicy oraz wpływu promieniowania na organizmy, profesor.

## Życiorys
W 1950 ukończyła studia na Wydziale Chemii Politechniki Gdańskiej. Od tego roku do 1954 była adiunktem na Akademii Medycznej w Warszawie. Dodatkowo do 1952 pracowała też w warszawskim Instytucie Gruźlicy. Pracowała również w Państwowym Instytucie Higieny. Od 1954 była pracownikiem naukowym Instytutu Biochemii i Biofizyki PAN (od 1965 członkiem rady naukowej tego instytutu, a w latach 1970–1975 jego wicedyrektorem). Doktoryzowała się w 1959, a habilitowała w 1967. Profesorem nadzwyczajnym została w 1974, a zwyczajnym w 1982. Od 1978 pozostawała członkiem rady naukowej Instytutu Biologii Wyższej Szkoły Pedagogicznej w Kielcach.
Od 1965 do 1972 była redaktorem naczelnym czasopisma "Postępy Biochemii".
Od 1958 była członkiem Polskiego Towarzystwa Biochemicznego. Pozostawała też członkiem założycielem Polskiego Towarzystwa Badań Radiacyjnych im. Marii Skłodowskiej-Curie (1967).
Mieszkała przy ulicy Elektoralnej w Warszawie.

## Publikacje
Najważniejsze publikacje:
- Badania nad metabolizmem prątków gruźlicy (1954/1955),
- Badania nad wpływem promieniowania jonizującego na owady (1963, 1965, 1967),
- Badania nad układem cholinergicznym owadów (1961, 1971, 1972, 1973, 1974, 1975),
- Biochemia rozwoju osobniczego (1974, 1977, 1979, 1981)[2].

## Odznaczenia
Otrzymała Złoty Krzyż Zasługi.